# Ming Renzong
Ming Renzong (明仁宗, né le 16 août 1378 et décédé le 29 mai 1425 à Pékin) est empereur de Chine du 7 septembre 1424 à sa mort. En Chine, on le désigne depuis sa mort par son nom de règne, Hongxi (洪熙帝, « Empereur Hongxi »).
De son nom personnel Zhu Gaochi (朱高炽), il était le fils de l'empereur Ming Chengzu et de l’impératrice Ren Xiao Wen. Il fut le quatrième empereur de la dynastie Ming.

## Règne

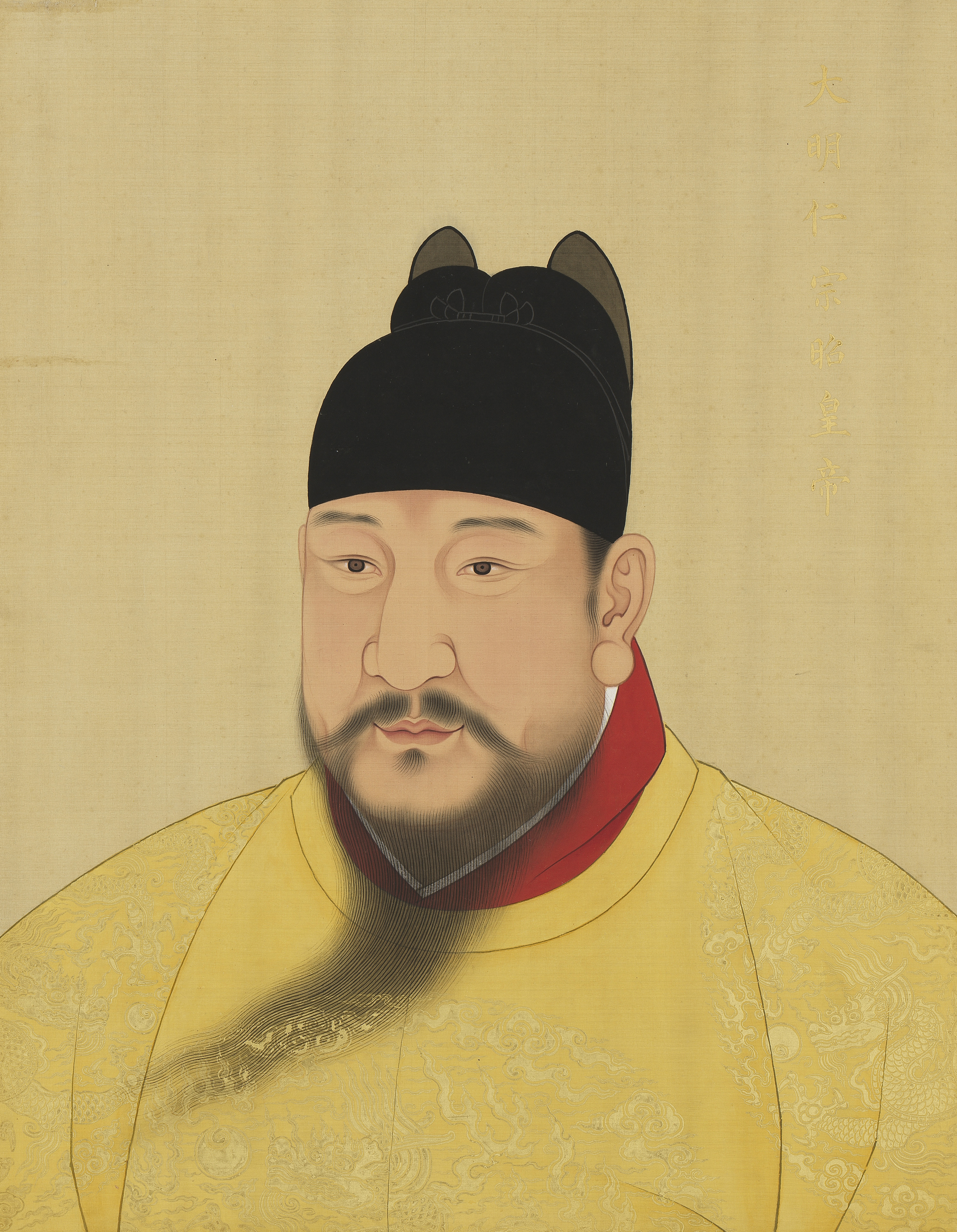
Portrait de cour de Hongxi

Zhu Gaochi est né le 16 août 1378. Il a souvent officié comme régent à Nankin puis à Pékin durant les campagnes militaires de son père dans le nord de la Chine.
En mai 1421, pendant le règne de son père, il suspend en tant que régent les expéditions maritimes de Zheng He en raison de leur coût. Dès qu'il devient empereur en septembre 1424, il annule complètement les expéditions maritimes. Il rétablit les fonctionnaires confucéens qui sont en disgrâce sous le règne de son père, comme Xia Yanji (emprisonné depuis 1421), et réorganise l'administration en donnant des pouvoirs importants à ses proches conseillers. Il abaisse les taxes qui pesaient lourdement sur les agriculteurs, en particulier dans le delta du fleuve Yangtsé. Il fait également interdire l'usage du papier-monnaie sous peine de mort.
Il mourut le 29 mai 1425 à Pékin, probablement d'une crise cardiaque, et fut inhumé dans le tombeau Xianling (献陵), un des treize tombeaux des Ming près de Pékin. Son fils Ming Xuanzong lui succéda. Bien que Ming Renzong eut un règne très court, il est crédité de réformes qui ont fait des améliorations durables.

## Premiers ministres
- Yang Shiqi (1424-1425)

## Informations personnelles
- Père
  - Yongle
- Mère
  - Impératrice Ren Xiao Wen (Nom de naissance : Xu Yihua)

### Épouses
| Titre                                  | Nom de jeune fille | Naissance        | Décès | Père                             | Mère | Enfants | Notes |
| -------------------------------------- | ------------------ | ---------------- | ----- | -------------------------------- | ---- | --- | ----- |
| Impératrice Cheng Xiao Zhao 誠孝昭皇后 | Zhang (張)         | Yongcheng, Henan | 1442  | Zhang Qi 張麒                    | –    | Empereur Ming Xuanzong Zhu Zhanyong, Prince Jing de Yue Zhu Zhanshan, Prince Xian de Xiang Princesse Jiaxing        |       |
| Concubine Gong Su 恭肅貴妃             | Guo (郭)           | –                | 1425  | –                                | –    | Zhu Zhankai, Prince Huai de Teng Zhu Zhanji, Prince Zhuang de Liang Zhu Zhanyan, Prince Gong de Wei                 |       |
| Concubine Su 貞惠淑妃                  | Wang (王)          | –                | 1425  | –                                | –    | – |       |
| Concubine Hui An Li 惠安麗妃           | Wang (王)          | –                | 1425  | –                                | –    | – |       |
| Concubine Gong Xi Shun 恭僖順妃        | Tan (譚)           | –                | 1425  | –                                | –    | – |       |
| Concubine Gong Jing Chong 恭靖充妃     | Huang (黃)         | –                | 1425  | –                                | –    | – |       |
| Concubine Zhen Jing Jing 貞靜敬妃      | Zhang (張)         | –                | –     | Zhang Fu, Duc de Ying 英國公張輔 | –    | – |       |
| Concubine Dao Xi Li 悼僖麗妃           | Li (李)            | –                | –     | –                                | –    | – |       |
| Concubine Zhen Jing Shun 貞靜順妃      | Zhang (張)         | –                | –     | –                                | –    | – |       |
| Concubine Xian 賢妃                    | Li (李)            | –                | –     | –                                | –    | Zhu Zhanxun, Prince Jing de Zheng Zhu Zhanyin, Prince Xian de Qi Zhu Zhanyu, Prince Jing de Huai Princesse Zhending |       |
| Concubine Shun 順妃                    | Zhang (張)         | –                | –     | –                                | –    | Zhu Zhangang, Prince Xian de Jing                                                                                   |       |
| Concubine Hui 惠妃                     | Zhao (趙)          | –                | –     | –                                | –    | Zhu Yuantong, Princesse Qingdou                                                                                     |       |

### Fils
| Ordre | Nom                 | Titre                         | Naissance            | Décès            | Mère                        | Épouse                                                                                        | Enfants | Notes |
| ----- | ------------------- | ----------------------------- | -------------------- | ---------------- | --------------------------- | --------------------------------------------------------------------------------------------- | --- | ----- |
| 1     | Zhu Zhanji 朱瞻基   | Empereur Ming Xuanzong        | 16 mars 1399 à Pékin | 31 janvier 1435  | Impératrice Cheng Xiao Zhao | Hu Shanxiang, Impératrice Gong Rang Zhang Lady Sun, Impératrice Xiao Gong Zhang 40 concubines | Empereur Ming Yingzong Empereur Ming Daizong Princesse Shunde Princesse Yongqing Princesse Changde           |       |
| 2     | Zhu Zhanxun 朱瞻埈  | Prince Jing de Zheng 鄭靖王   | 27 mars 1404         | 8 juin 1466      | Concubine Xian              | –                                                                                             | Zhu Qiying, Prince Jian de Zheng                                                                             |       |
| 3     | Zhu Zhanyong 朱瞻墉 | Prince Jing de Yue 越靖王     | 9 février 1405       | 5 août 1439      | Impératrice Cheng Xiao Zhao | Lady Wu (fille de Wu Sheng (吳昇))                                                            | |       |
| 4     | Zhu Zhanyin 朱瞻垠  | Prince Xian de Qi 蘄獻王      | 1406                 | 7 novembre 1421  | Concubine Xian              |                                                                                               | |       |
| 5     | Zhu Zhanshan 朱瞻墡 | Prince Xian de Xiang 襄憲王   | 4 avril 1406         | 18 février 1478  | Impératrice Cheng Xiao Zhao | –                                                                                             | Zhu Qiyong, Prince Ding de Xiang                                                                             |       |
| 6     | Zhu Zhangang 朱瞻堈 | Prince Xian de Jing 荊憲王    | –                    | 1453             | Concubine Shun              | –                                                                                             | Zhu Qihao, Prince Jing de Jing Zhu Qijian, Prince Huijing de Duchang                                         |       |
| 7     | Zhu Zhanyu 朱瞻墺   | Prince Jing de Huai 淮靖王    | 28 janvier 1409      | 30 novembre 1446 | Concubine Xian              | Lady Xiao (Fille du commandant militaire de Nancheng Xiao Zhong (南城兵馬指揮肖忠))           | Zhu Qiquan, Prince Kang de Huai Zhu Qibin, Prince Xi de Poyang Zhu Qiyue, Prince Gonghe de Yongfeng 3 filles |       |
| 8     | Zhu Zhankai 朱瞻塏  | Prince Huai de Teng 滕懷王    | Novembre 1409        | 26 août 1425     | Concubine Gong Su           |                                                                                               | |       |
| 9     | Zhu Zhanji 朱瞻垍   | Prince Zhuang de Liang 梁莊王 | 7 juillet 1411       | 3 février 1441   | Concubine Gong Su           | Lady Ji (Fille de Ji Zhan (紀詹)) Concubine Wei, concubine (Fille de Wei Heng (魏亨))         | |       |
| 10    | Zhu Zhanyan 朱瞻埏  | Prince Gong de Wei 衛恭王     | 9 janvier 1417       | 3 janvier 1439   | Concubine Gong Su           | –                                                                                             | – |       |

### Filles
| Ordre | Titre                       | Nom | Naissance      | Décès        | Date du mariage | Époux          | Enfants        | Mère                        | Notes |
| ----- | --------------------------- | --- | -------------- | ------------ | --------------- | -------------- | -------------- | --------------------------- | ----- |
| 1     | Princesse Jiaxing 嘉興公主  |     | 1409           | 9 mars 1439  | 1428            | Jing Yuan 井源 |                | Impératrice Cheng Xiao Zhao |       |
| 2     | Princesse Qingdou 慶都公主  |     | 9 octobre 1409 | 12 juin 1440 | 8 décembre 1428 | Jiao Jing 焦敬 |                | Concubine Hui               |       |
| 3     | Princesse Qinghe 清河公主   |     |                | 1433         | 1429            | Li Ming 李銘   |                |                             |       |
| 4     | Princesse De'an 德安公主    |     |                |              |                 |                |                |                             |       |
| 5     | Princesse Yanping 延平公主  |     |                |              |                 |                |                |                             |       |
| 6     | Princesse Deqing 德慶公主   |     |                |              |                 |                |                |                             |       |
| 7     | Princesse Zhending 真定公主 |     |                | 1450         | 1429            | Wang Yi 王誼   | Wang Ying 王瑛 | Concubine Xian              |       |